# ウァジ・ウェル
ウァジ・ウェルは、エジプト神話における豊饒の神であり、その名は「偉大なる緑」(Great Green)を意味する。しばしば雌雄同体の姿として、地中海、あるいはナイル川デルタの化身として表される。ウァジ・ウェルは、エジプト十字（アンク:Ankh)やパンを運ぶ役割を持つと考えられている。妊婦の姿として描かれていることが多く、その姿はナイル川デルタの肥沃な水資源と関連していると考えられる。